# Petre Sucitulescu
Petre Sucitulescu († 20. September 1941) war ein rumänischer Fußballspieler. Er bestritt insgesamt 93 Spiele in der Divizia A.

## Karriere
Sucitulescu kam im Jahr 1932 zu Unirea Tricolor Bukarest in die Divizia A. Dort wurde er im Jahr 1933 zum Stammspieler. Abgesehen von den ersten beiden Jahren, in denen er mit seinem Klub um die Meisterschaft mitspielen konnte, kämpfte er meist um den Klassenerhalt. Im Jahr 1936 unterlag er mit seinem Team im rumänischen Pokalfinale Ripensia Timișoara mit 1:5. Im Jahr 1938 musste der Klub absteigen, Sucitulescu blieb dem Verein auch in der Divizia B erhalten und schaffte den sofortigen Wiederaufstieg. Anschließend wechselte er zu Olympia Bukarest, ehe er sich im Jahr 1940 Sportul Studențesc anschloss.

## Nationalmannschaft
Sucitulescu bestritt vier Spiele für die rumänische Nationalmannschaft. Er wurde von Nationaltrainer Alexandru Săvulescu für den Balkan-Cup 1934 nominiert und kam dort am 30. Dezember 1934 gegen Bulgarien zu seinem ersten Länderspiel. Auch im abschließenden Turnierspiel gegen Jugoslawien kam er zum Einsatz. Beim Balkan-Cup 1935 stand er ebenfalls im Kader und bestritt wiederum die Spiele gegen Bulgarien und Jugoslawien. Das 0:4 gegen die Bulgaren am 19. Juni 1935 war gleichzeitig sein letztes Länderspiel.